# Kongregacja Braci w Chrystusie
Kongregacja Braci w Chrystusie (łac. Congregatio Fratrum Christianorum) – ogólnoświatowa organizacja bratniacka działającą w ramach Kościoła katolickiego, założoną przez bł. Edmunda Rice'a. Christian Brothers, jak się ich powszechnie nazywa, skupiają się głównie na ewangelizacji i nauczaniu młodzieży, ale angażują się w wiele działań, szczególnie na rzecz biednych. Pierwszą szkołę otworzyli w Waterford w Irlandii, w roku 1802. Obecnym przełożonym kongregacji jest o. Philip Pinto, a jego kwatera główna znajduje się w Rzymie. W czasie powstawania organizacji prawo brytyjskie dyskryminowało katolików, odmawiając im prawa do nauki, w związku z czym w całym kraju główną drogą zdobywania wykształcenia był system tajnego nauczania, określany mianem Hedge schools.
Organizacja Christian Brothers jest częstokroć mylona z "Brothers of the Christian Schools", lub "De LaSalle Christian Brothers" założoną przez świętego Jana Chrzciciela de la Salle, całkowicie odrębną, choć podobną organizacją. Dla zapobieżenia wszelkim wątpliwościom organizację Rice'a nazywa się czasami Irish Christian Brothers.
Ostatnio kongregacja została poddana surowej krytyce po powtarzających się doniesieniach o pedofilii szerzącej się w jej oddziałach w Kanadzie, Australii, Wielkiej Brytanii i Irlandii. Pod koniec XX wieku z różnych stron świata napływały słowa przeprosin w imieniu organizacji.
W Irlandii w tym samym czasie wyszło na jaw, że w szkołach Christian Brothers nagminnie stosowano brutalne kary cielesne.

## Założenie
Na samym początku XIX wieku kupiec z Waterford, Edmund Rice, postanowił udać się do Rzymu i wstąpić do jakiegoś zakonu, być może augustianów. Zamiast tego, nakłoniony przez dr. Thomasa Husseya, katolickiego biskupa diecezji Waterford i Lismore, zdecydował się założyć świecką organizację religijną zajmującą się kształceniem dzieci z biednych rodzin.
Pierwsza szkoła, otwarta w roku 1802, mieściła się zaadaptowanej stodole w Waterford. Dwaj sąsiedzi Rice'a z jego rodzinnego miasteczka Callan, Thomas Grosvenor i Patrick Finn, przyszli z pomocą i z zamiarem zostania świeckimi braćmi. Wkrótce Rice odsprzedał swoją dobrze prosperującą firmę, by rozpocząć budowę szkoły z internatem na gruntach odstąpionych przez diecezję. Biskup Hussey dokonał 7 czerwca 1803 r. otwarcia i poświęcenia nowego obiektu, “Mount Sion”, po czym nastąpiło przeniesienie doń uczniów. W ciągu kilku lat szkoła zdobyła tak dobrą reputację, że coraz więcej mężczyzn zgłaszało chęć dołączenia do “bractwa”.
15 sierpnia 1808 roku siedmiu mężczyzn, z Edmundem Rice'em na czele, złożyło ślubowania w obliczu biskupa Waterford Johna Powera. Biorąc przykład z "Nano Nagle's Presentation Sisters" przyjęli nazwę "Presentation Brothers". Była to pierwsza męska kongregacja założona w Irlandii i jedna z niewielu założonych w Kościele przez osoby świeckie.
Domy kongregacji powstały wkrótce w Carrick-on-Suir, Dungarvan, a w 1811 w Cork. W roku następnym arcybiskup Dublina utworzył pierwsze zgromadzenie bractwa w Dublinie, zaś w 1907 działo już w tym mieście dziesięć placówek z 6000 uczniów. Były to szkoły podstawowe, średnie, zawodowe i specjalne dla niesłyszących, a także sierocińce. W 1816 powstała placówka w Limerick, a następnie jeszcze kilka w większych miastach.
Papiestwo formalnie uznało kongregację w 1820. Christian Brothers jest pierwszym irlandzkim zakonem zaaprobowanym przez Rzym.
Odłam bractwa z Cork postanowił zostać przy pierwotnej nazwie i istnieje nadal jako Presentation Brothers, oddzielna kongregacja, ale uznająca Edmunda Rice'a za założyciela.

## Rozrost
Kongregacja wkrótce dotarła do Liverpoolu i innych miast angielskich. Brat Ambrose Treacy ustanowił w 1868 szybko rozwijającą się placówkę w Melbourne w Australii. W 1875 powstała szkoła w St. John’s na Nowej Fundlandii. W 1878 bracia znaleźli się w brytyjskim Gibraltarze. Powstały placówki na Nowej Zelandii, a w 1886 papiestwo dało do zrozumienia, że chce widzieć Christian Brothers w Indiach i bractwo utworzyło tam prowincję. W 1900 pozwolono utworzyć braciom dom w Rzymie. W 1906 powstały pierwsze szkoły w Nowym Jorku.
Nie wszystkie działania kończyły się pomyślnie. Dwaj bracia zostali wysłani do Gibraltaru już w roku 1835, ale, pomimo pierwszych sukcesów, już w dwa lata później musieli opuścić placówkę na skutek nieporozumień z lokalnymi przywódcami religijnymi. Podobnie misja założona w Sydney w 1842 upadła po kilku latach.
W 1955 powstał Colegio Stella Maris w Urugwaju, szkoła ciesząca się sławą jednej z najlepszych w kraju.
Kongregacja Irish Christian Brothers była zawsze uważana za organizację wspierającą irlandzki nacjonalizm, język irlandzki i irlandzkie sporty narodowe. W większości szkół bractwa w Irlandii propagowano futbol gaelicki i hurling kosztem innych dziedzin sportu.

## Struktura organizacyjna
Geograficznie Kongregacja Christian Brothers dzieli się na szereg "provinces" obejmujących wszystkie kontynenty. Istniejące w nich bractwa podlegają Zespołom Przywódczym Prowincji (ang. Province Leadership Teams. Z kolei cała kongregacja działa pod przywództwem Congregation Leadership Team z siedzibą w Rzymie, a na jej czele stoi Congregation Leader. Zespoły kongregacji i prowincji wybierane są na 6-letnie kadencje zgodnie ze statutem kongregacji.
W chwili obecnej trwa restrukturyzacja prowincji Oceania i Europa, głównie w celu zmniejszenia liczby bractw w krajach o wysokim stopniu rozwoju. Trzy prowincje Ameryki Północnej (kanadyjska, wschodnio- i zachodnioamerykańską) przekształcono 1 lipca 2005 roku w jedną, o nazwie "Edmund Rice Christian Brothers North America Province]". Pięć prowincji działających na terenie Australii, Nowej Zelandii oraz Papui-Nowej Gwinei połączono w Prowincję Oceania w roku 2007, zaś prowincje obejmujące Irlandię, Anglię i Congregational Leadership Team w Rzymie w jedną prowincję europejską.
Specjalna placówka tej nowej europejskiej prowincji powstanie w Genewie, jako organizacji pozarządowej pod nazwą Edmund Rice International. Jej zadaniem ma być utrzymywanie stosunków i konsultowania się z ONZ, jak również reprezentowanie wszystkich prowincji kongregacji na forum organizacji.

## Kontrowersje
W latach 2009 i 2010 w Irlandii wybuchł skandal związany z wykorzystywaniem seksualnym dzieci, a następnie ukrywaniem popełnionych przestępstw. Episkopat Irlandii oraz papież Benedykt XVI, pod presją społeczeństwa i wiernych, publicznie wyrazili ubolewanie i zapowiedzieli zbadanie sprawy wykorzystywania seksualnego dzieci, będących pod opieką duchownych i pracowników Kościoła katolickiego. Efektem 9-letniej pracy komisji dochodzeniowej badających przykłady seksualnego i fizycznego wykorzystywania dzieci w Irlandii w ponad 100 szkołach prowadzonych przez katolickie zgromadzenie zakonne Irlandzkich Braci Chrześcijańskich było stwierdzenie systematycznego i instytucjonalnego znęcania się nad 30 tysiącami dzieci w tych ośrodkach w latach 1930–1970. Również w Holandii liczba małoletnich wykorzystywanych przez katolickich duchownych wynosi kilkadziesiąt tysięcy.